# Thomas McEvilley
Thomas McEvilley (13. července 1939 – 2. března 2013) byl americký kritik umění. Studoval na Cincinnatské (B. A.) a později na Washingtonské univerzitě (M. A.). Od roku 1969 působil na Riceově univerzitě a jako hostující profesor přednášel mimo jiné i na Yale. Přispíval například do uměleckých magazínů Artforum a Contemporanea. Vydal také několik sbírek esejů a dalších knih, mimo jiné i románů a sbírek poezie. Zemřel na rakovinu ve věku 73 let.

## Dílo (výběr)
- Party Going (1964)
- 44 Four Line Poems (1982)
- Art and Discontent: Theory at the Millennium (1991)
- Art and Otherness: Crisis in Cultural Identity (1992)
- Sculpture in the Age of Doubt (1999)
- The Shape of Ancient Thought: Comparative Studies in Greek and Indian Philosophies (2001)
- The Triumph of Anti-Art: Conceptual and Performance Art in the Formation of Post-Modernism (2005)
- Sappho (2008)
- 17 Ancient Poems (2013)